# Festivalul Internațional Multicultural Fără Bariere

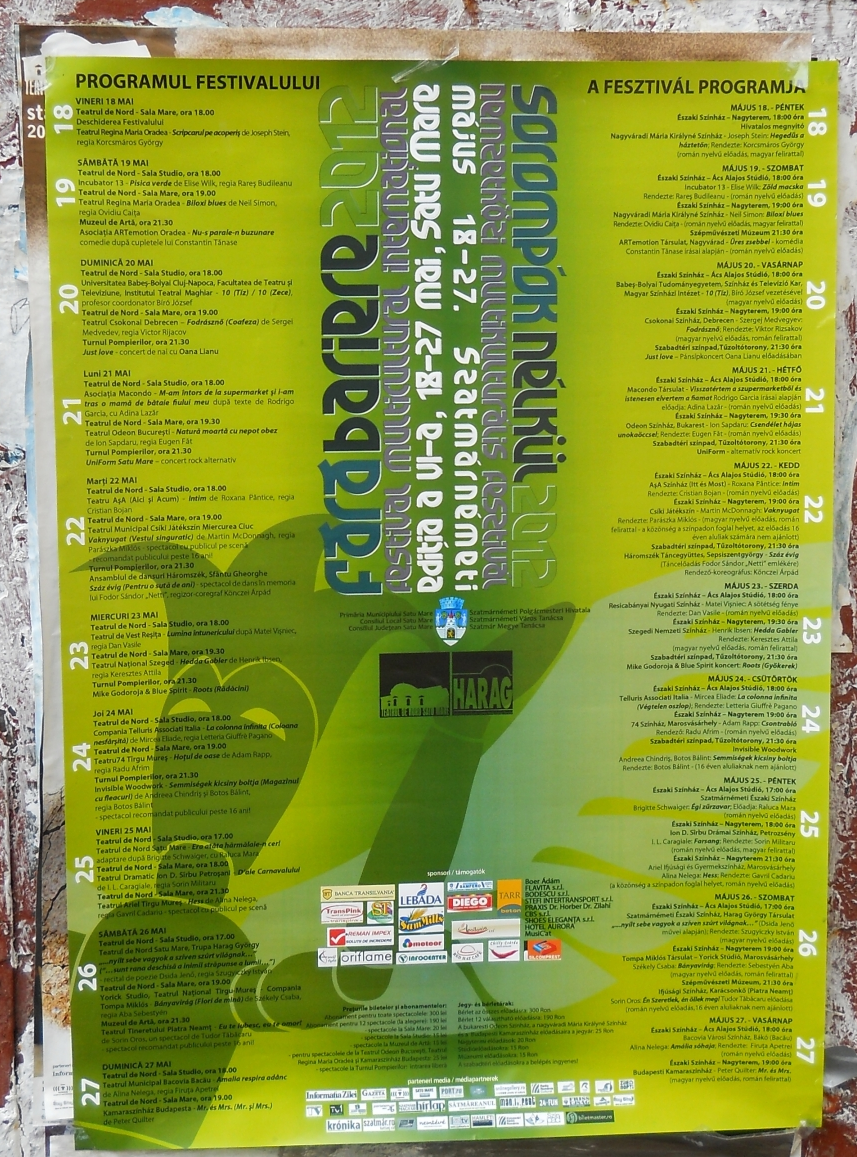
Afişul ediţiei 2012

Festivalul Internațional Multicultural Fără Bariere (maghiară: Sorompók Nélkül Nemzetközi Multikulturális Fesztivál) este cel mai important festival teatral din Crișana și Maramureș (zona istorică Partium), unul dintre cele mai importante evenimente culturale din Județul Satu Mare, precum și cel mai important festival al orașului Satu Mare. Oranizatorii festivalului, secția română și maghiară a Teatrului de Nord Satu Mare, Primăria Municipiului Satu Mare, Consiliul Municipiului Satu Mare, Consiliul Județului Satu Mare, reușesc să atragă, cu ocazia fiecărei ediții, un public numeros, atingând în medie între 3000 și 7000 de spectatori.

## Obiectivele festivalului
Festivalul Fără Bariere nu se înscrie în seria festivalurilor-concurs. El își propune o trecere în revistă a spectacolelor participante. Principalul obiectiv al organizatorilor este dorința de a oferi sătmărenilor posibilitatea de a urmări cele mai semnificative spectacole ale stagiunii respective. Seria invitaților cuprinde trupe ale unor teatre din România și Ungaria, dar și una sau doua spectacole internaționale (spre exemplu: Italia, Germania, Ucraina). Festivalul Fără Bariere prezintă în același timp un mijloc oportun artei teatrale sătmărene de a se integra în circuitul teatral național și internațional, precum și stabilirea unor colabolări cu cele mai importante ateliere teatrale. Caracterul multicultural al festivalului este certificat, de asemenea, de prezența titrării spectacolelor atât din maghiară în română, cât și din română în maghiară, astfel toate spectacolele sunt accesibile publicului larg, idiferent de etnie.

## Istoric
Prima ediție a Festivalul Internațional Multicultural Fără Bariere a fost organizată cu sprijinul Primăriei locale, de către Teatrul de Nord în 2007, dar istoricul propriuzis al festivalului începe în prima jumătate a anilor ʼ90. Primul festival teatral (Festival Internațional “Teatru Imagine”) găzduit de Satu Mare a avut loc în 1992. Organizat în exclusivitate de secția română a Teatrului de Nord, festivalul a avut nouă ediții. În 2006, secția română a Teatrului de Nord, în colaborare cu Teatrul Dramatic Baia Mare, organizează Festivalul Internațional de Teatru "Atelier". În 2007, la inițiativa directorului secției române, Andrei Mihalache, cele două secții ale Teatrului de Nord, au organizat prima ediție a Festivalului Fără Bariere, eveniment sprijinit de consiliul local și județean. În cursul anilor, festivalul s-a bucurat de o extindere permanentă, ajungând să fie în prezent cel mai important eveniment cultural al orașului, urmărit nu doar de publicul sătmărean și cel din județele învecinate, ci și de iubitorii de teatru din afara hotarelor. Printre invitații festivalului se numără Teatru Odeon din București, Teatrul Național din Szeged, Teatrul Csokonai din Debrețin, Teatrul Maghiar de Stat Cluj, Teatrul Tamási Áron, Sfântu Gheorghe, Teatrul Național Târgu Mureș, Teatrul Szigligeti, Oradea, Teatrul Regina Maria, teatrul Yorick Studio și mulți alții.
Pe lângă spectacolele repartizate pe scena mare a teatrului, spectacolele studio și cele desfășurate în aer liber, grila de prograne a festivalului cuprinde numeroase concerte, expoziții, proiectări de filme, sesiuni de lectură.

## Popularitate
Festivalul se bucură de o popularitate mare, numărul spectatorilor atingând anual o medie situată între 3000 și 7000 de persoane. Numărul auditoriului este în continuă creștere, astfel în 2010 au participat 3500 de spectatori, în 2011 s-au înregistrat 7000 de spectatori, iar în 2012, în ciuda condițiilor meteorologice care au îngreunat desfășurarea spectacolelor în aer liber, numărul spectatorilor însumează nu mai puțin de 6000 de persoane.

## Organizatori
Organizatorii festivaluilui:
- Teatrul de Nord Satu Mare – secția română
- Trupa Harag György
- Primăria Municipiului Satu Mare
- Consiliul Municipiului Satu Mare
- Consiliul Județului Satu Mare

## Locații
- Teatrul de Nord, sala mare
- Sala Studio Ács Alajos
- Casa de Cultură a Sindicatelor
- Scena în aer liber (amplasat la Turnul Pompierilor)
- Muzeul Județean Satu Mare

## Directorii festivalului
Festivalul este organizat sub tutela directorului general și ai celor doi directori artistici ai Teatrului de Nord. La edițiile precedent aceste poziții au fost deținute de Andrei Mihalache, Keresztes Attila, Stier Péter.

## Invitații edițiilor anterioare
- Teatrul Andrei Mureșanu, Sfântu Gheorghe
- Teatrul pentru Copii și Tineret ARIEL, Târgu Mureș
- Teatrul Municipal Ariel, Râmnicu Vâlcea
- ARTemotion, Oradea
- Teatrul AșA (Aici și Acum)
- Universitatea Babeș-Bolyai, Facultatea de Teatru și Televiziune
- Teatrul Bacovia, Bacău
- Teatrul Bárka, Budapesta, Ungaria
- Teatrul Național Maghiar Illyés Gyula, Bereg, Ucraina
- Teatrul Kamaraszínház, Budapesta, Ungaria
- Teatrul Mic, București
- Teatrul Csíki Játékszín, Miercurea Ciuc
- Teatrul Csokonai, Debrețin, Ungaria
- Trupa Dupblat, Târgu Mureș
- Teatrul de Nord, secția română
- Teatrul de Păpuși Familia Ferrari Parma, Italia
- Trupa Harag György
- Ansamblul de Dans Trei Scaune
- Trupa HOPPart, Budapesta, Ungaria
- Incubator 13
- Invisible Woodwork
- Teatrul Dramatic Ion D. Sîrbu, Petroșani
- Teatrul Tineretului, Piatra Neamț
- Teatrul Maghiar de Stat Cluj
- Macondo
- Teatrul Național Oradea, Trupa Iasif Vulcan
- Teatrul Regina Maria, Oradea
- Trupa NOT, Târgu Mureș
- Teatrul Odeon, București
- Teatrul de Vest, Reșița
- Teatrul Național din Szeged
- Teatrul Tamási Áron, Sfântu Gheorghe
- Trupa Telluris, Italia
- Teatrul Új Színház, Budapesta, Ungaria
- Teatrul Yorick Stúdió, Târgu Mureș
- Trupa ZOOM, Târgu Mureș
- Teatrul 74, Târgu Mureș